# Iran Aircraft Manufacturing Industries Corporation
Iran Aircraft Manufacturing Industries Corporation (HESA), (перс. شرکت صنایع هواپیماسازی ایران — هسا) або Iran Aircraft Manufacturing Industries Corporation   — іранська авіабудівна компанія, заснована 1976 року, належить Організації авіаційної промисловості Ірану (IAIO) і розташована в Шахін Шахр, Ісфахан. Приблизно 2 млн м2 або 500 акрів землі, на якій засновано компанію, було подаровано відомою місцевою родиною Боруманд (брати: Абдолгаффар, Абдолрахман, Абдолрахім, Абдолкарім, Абдолрашид і Абдолла). Компанія має тисячі квадратних метрів доступної території, а 250 000 квадратних метрів цехів і ангарів призначені для виробництва, монтажу, лабораторій, льотно-випробувальних установок і цехів підготовки до виробництва.
Початковий завод, побудований Textron, мав виробляти Bell 214 різних конфігурацій в Ірані з угодою, яка включала кілька сотень вертольотів і передачу технологій. Повідомляється, що контракт був настільки великим, що довелося заснувати новий підрозділ Textron, щоб задовольнити вимоги Ірану та керувати програмою з генерал-майором Делком М. Оденом як президентом. Робота була припинена через Іранську революцію та подальші санкції проти Ірану.

## Також відомий як
Організація Iran Aircraft Manufacturing Company може бути відома як:
- ВІН,
- Торговий центр HESA,
- HTC,
- IAMCO,
- IAMI,
- Іранська авіабудівна компанія,
- Iran Aircraft Manufacturing Industries,
- Karkhanejate Sanaye Havapaymaie Іран,

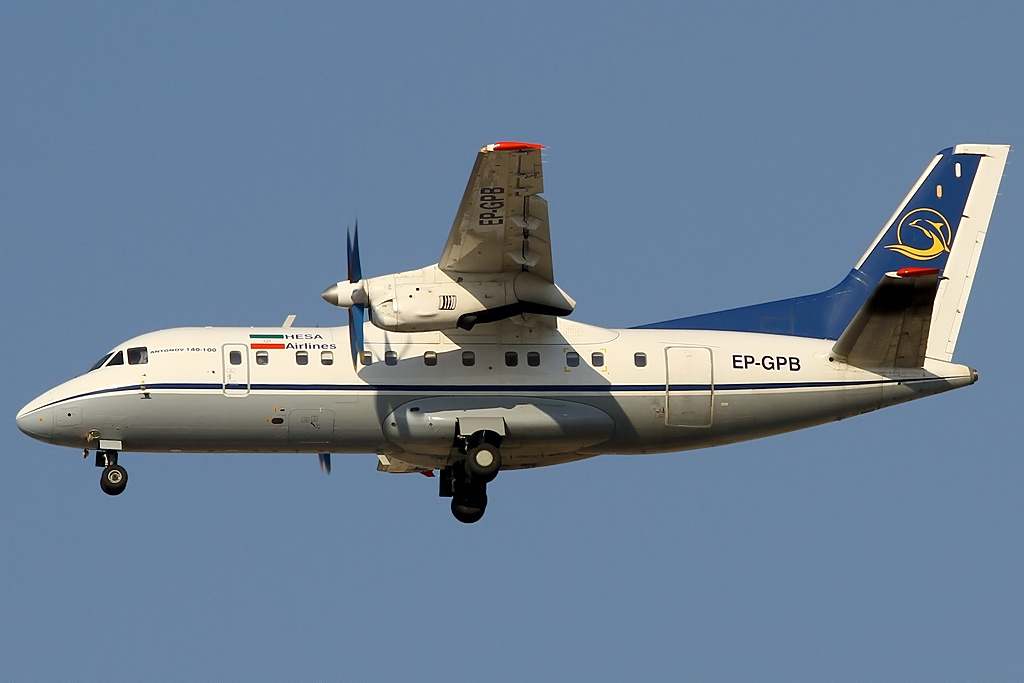
HESA виготовила і літала IrAn-140-100

- Хава Пейма Сазі-е Іран,
- Хавапейма Сажран,
- Хавапейма Сазі Іран,
- Гевапеімасазі

## Продукція

### Літак з реактивним двигуном
- HESA Дорна
- HESA Kowsar - вітчизняна версія "4-го покоління" F-5 Tiger.
- Винищувач Азарахш (на базі Northrop F-5)
- Винищувач Saeqeh (на базі Northrop F-5)
- Simorgh: Simorgh (هواپيماي سيمرغ) — це двомісний літак Northrop F-5 A на F-5B, виготовлений HESA. Його вперше запустили на авіашоу Іран Кіш у 2005 році, і було побудовано два[6].
- Qaher313
- Ясін

### Пропелерний літак
- Пасажирський літак Іран-140 з українською кооперацією на базі Ан-140.
- Тренувальний літак Dorna
- Транспортний літак Simorgh[7]
- Shafaq Light Trainer/Light Attack/Light Fighter (на основі M-ATF)

### Різне
- Розробка та виготовлення парашутно-рятувальної системи для безпілотника Ababil[8].
- Пропелер з композитних матеріалів
- Виготовлення деталей

### Гвинтокрил
- Вертоліт Shahed 278 (з використанням компонентів Bell 206 і Panha Shabaviz 2061)
- Гелікоптер Zafar 300 (на базі Bell 206)[9][10] [11]
- Вертоліт Shahed 274 (на базі Bell 206)
- Гелікоптер Shahed 285 (з використанням компонентів Bell 206 і (Panha Shabaviz 2061)

### Судно на повітряній подушці
- Ремонт корабля на повітряній подушці, ймовірно, для ВМС Ісламської Республіки Іран

### БПЛА
- Каррар (UCAV)
- Shahed 136 дрон-камікадзе
- Софре Махі
- Шахед 129
- Шахед 149 Газа

## Санкції
Iran Watch має корисний збірник санкцій. HESA перебуває під санкціями США з 2008 року. Рада Європейського Союзу санкціонувала це 26 липня 2010 року, а 27 липня 2010 року — Міністерство фінансів 30 січня 2023 року Європейський Союз наклав додаткові санкції на HESA за надання Росії БПЛА Shahed 136, які використовувалися під час російського вторгнення в Україну в 2022 році.